# Тінарло
Тінарло (нід. Tynaarlo, pronounced: [tiˈnaːrloː] ( прослухати)) — муніципалітет у Нідерландах, у провінції Дренте.

## Населені пункти муніципалітету
Міста
- Елде
- Зейдларен

Села
- Бюнне
- Вінде
- Вріс
- Де-Груве
- Де-Пюнт
- Дондерен
- Елдерволде
- Зегсе
- Зеєн
- Зейдлардервен
- Іде
- Мідларен
- Патерсволде (частково)
- Тарло
- Тінарло

Селища
- Аудемолен
- Остербрук

## Топографія
Нідерландська топографічна карта муніципалітету Тінарло, червень 2015 року

## Визначні мешканці
- Логин Гейден (1772 у Зейдларені – 1850) — військовий моряк, граф. Адмірал Російської імперії нідерландського походження.
- Йос Гойвелд (нар. 1983 у Зеєні) — нідерландський футболіст
- Віллемейн Бос (нар. 1988 в Елде) — нідерландська хокеїстка на траві, срібна призерка Олімпійських ігор 2016 року.